# Macrostomion fuscinervum
Macrostomion fuscinervum är en stekelart som beskrevs av Chen och He 1997. Macrostomion fuscinervum ingår i släktet Macrostomion och familjen bracksteklar. Inga underarter finns listade i Catalogue of Life.